# Pojoča revolucija
Pojoča revolucija (estonsko laulev revolutsioon, latvijsko dziesmotā revolūcija, litovsko dainuojanti revoliucija, rusko Поющая революция) je ime za nenasilno revolucijo, ki je potekala med leti 1987 in 1991 na ozemlju nekdanjih baltskih republik nekdanje Sovjetske zveze. Revolucija je privedla do osamosvojitve Estonije, Latvije in Litve. Izraz je skoval estonski aktivist in umetnik, Heinz Valk v članku, ki je bil objavljen v tednu po spontanem množičnem petju na demonstraciji, ki se je odvijala 10. in 11. junija 1988 na festivalskem prizorišču v Talinu.